# Speed Me Up
«Speed Me Up» es una canción de los raperos estadounidenses Wiz Khalifa, Ty Dolla Sign, Lil Yachty y Sueco the Child. Producida por Take a Daytrip, fue lanzada por Atlantic Records el 24 de enero de 2020 y apareció en la banda sonora de la película Sonic, la película. La canción fue elogiada por su coro «pegadizo» y su ritmo «sorprendentemente relajado», y el video musical que la acompaña fue elogiado por su uso de pixel art. 

## Antecedentes
«Speed Me Up» fue lanzado el 24 de enero de 2020 por Atlantic Records, y fue producido por Take a Daytrip. La canción aparece en la película Sonic, la película y también fue lanzada como tema promocional de la misma.

## Recepción
Reid McCarter, de The A.V. Club, describió la canción como «pegadiza como el infierno» pero también «plagada de referencias tontas a los juegos de Sonic». Escribió que su vídeo musical, «aunque increíblemente tonto, es una cornucopia de imágenes hilarantes». Napier Lopez de The Next Web escribió que la canción tenía un «ritmo sorprendentemente relajado», al tiempo que destacó los sonidos recurrentes de jingles de anillo y arte pixelado presentes en el video musical de la canción. Emma Kent de Eurogamer también describió el coro como «sorprendentemente pegadizo». Christopher Rosen de Vanity Fair escribió: «No necesitarás todos los anillos para superar esto». Julia Alexander de The Verge elogió el video musical de la canción y su uso de la pixelación. Bryn Gelbart escribió que la canción estaba «cargada de talento». «Speed Me Up» recibió más de 15 millones de reproducciones y 1800 millones de visitas en total como parte de un desafío de TikTok que promocionó la canción.

## Vídeo musical
El vídeo musical presenta clips de la película Sonic, la película y versiones de 16 bits de los escenarios de la película que se muestran en los clips. Comienza con Wiz Khalifa sentado en un sofá jugando a Sonic the Hedgehog en una Sega Genesis. Sonic abre un portal de anillo y Khalifa ingresa al juego como una versión de 16 bits de sí mismo. Se une a Sonic en sus aventuras, corriendo por Green Hills y recogiendo anillos de oro en el camino. Lil Yachty, Ty Dolla Sign y Sueco se unen poco después como versiones de 16 bits de ellos mismos. Los cinco recorren varios lugares y áreas emblemáticos, incluido el complejo de pirámides de Guiza y la Gran Muralla China, mientras también se encuentran y atacan las armas y los drones de Robotnik. Después de un clip final de la película que muestra a Sonic y Robotnik peleándose en una calle de Green Hills, el video termina con los cuatro cantantes sentados en el sofá jugando el juego del comienzo del video, y luego siendo llevados por el propio Sonic.

## Letras
Khalifa y Lil Yachty incluyen referencias líricas a los personajes de la franquicia Sonic, Tails y Knuckles, en sus versos. Ty Dolla Sign también menciona algunas personalidades notables en la canción, incluida la estrella de la National Basketball Association (NBA) LeBron James y los raperos estadounidenses Nipsey Hussle y Tay-K.
Los cuatro cantantes actuaron en Jimmy Kimmel Live!, con Ty Dolla Sign cambiando la letra de la canción original que menciona a LeBron James para mencionar a otra estrella de la NBA, Kobe Bryant, quien murió en un accidente de helicóptero dos días después del lanzamiento de la canción.